# Фурово (Ивановская область)
Фу́рово — деревня в Палехском районе Ивановской области. Относится к Раменскому сельскому поселению (ранее Тименское сельское поселение), в 7 км к юго-востоку от Палеха (13,5 км по дорогам).

## Население
| 1859 | 1905 | 2010 |
| ---- | ---- | ---- |
| 226  | ↘157 | ↘7   |